# Carl Wijk
Carl Wijk, född den 28 februari 1906 i Burlövs församling, död 13 november 1972 i Malmö, var en svensk fotbollsspelare och tränare. Han var tränare för Malmö FF under deras debutsäsong i Allsvenskan säsongen 1931/1932, och tränade laget fram till 1934. 
Wijk föddes i Arlöv och spelade bland annat tre distriktsmästerskapsfinaler för Arlövs BI på juniornivå innan han i mitten på 1920-talet gick vidare till allsvenska IFK Malmö. Han spelade dessutom en landskamp, den 20 juni 1926, då Sverige mötte Tyskland i en träningsmatch. Wijk uppmärksammades i matchen av Frankfurt Sportförening och tillbringade några år som utlandsproffs, innan han återvände till Malmö i början på 1930-talet. Efter tiden med Malmö FF tränade han också moderklubben Arlövs BI i två omgångar, under mitten av 1930-talet och under 1940-talets andra hälft.